# Chilly (Somma)
Chilly – miejscowość i gmina we Francji, w regionie Hauts-de-France, w departamencie Somma.
Według danych na rok 1990 gminę zamieszkiwało 128 osób, a gęstość zaludnienia wynosiła 26 osób/km² (wśród 2293 gmin Pikardii Chilly plasuje się na 869. miejscu pod względem liczby ludności, natomiast pod względem powierzchni na miejscu 882.).